# Pseudepipona octava
Pseudepipona octava är en stekelart som först beskrevs av Giordani Soika.  Pseudepipona octava ingår i släktet Pseudepipona och familjen Eumenidae. Inga underarter finns listade i Catalogue of Life.